# Drino mexicana
Drino mexicana är en tvåvingeart som först beskrevs av Giglios-tos 1893.  Drino mexicana ingår i släktet Drino och familjen parasitflugor. Inga underarter finns listade i Catalogue of Life.